# Тврђава Исуса
Тврђава Исуса (порт: Forte Jesus de Mombaça) је португалска тврђава која је изграђена од 1593. до 1596. године по наредби Филипа II Шпанског, тадашњег краља Португала, на острву Момбаса (Кенија) како би чувала стару луку. Јединствена је по свом тлоцрту у облику људске фигуре (што се може видети из ваздуха) која је представљала лик Исуса, по коме је и добила име. Наиме, њен изглед и облик одражавају ренесансни идеал да се савршене пропорције и геометријски склад налазе у људском телу.
Год. 2011. уписана је на списак места Светске баштине у Африци као "јединствена и најбоље сачувана португалска војна тврђава из 16. века".

## Одлике
Тврђаву је дизајнирао милански архитекта, Ђовани Батискта Кајрати, који је био водећи архитекта за све португалске поседе на Истоку. Има површину од 2,64 хектара, укључујући одбрамбене зидине и дубоки јарак око њих, а била је то прва европска тврђава изван Европе изграђена тако да може одолети топовском нападу.
. Данас је један од најбољих примера португалске војне архитектуре, али и с неким оманским и британским интервенцијама. Наиме, од 1631. до 1875. године тврђава је била девет пута изгубљена и поново освојена од стране колонијалних сила које су се бориле за превласт у уносном трговачком подручју Момбасе.
Када су Британци колонизовали Момбасу 1890. године, тврђаву су претворили у затвор, што је и остала све до 1958. године када је затвор затворен, а тврђава проглашена историјским спомеником.
- Снажни спољни бедеми
- Једна од кула
- Пролаз у тврђави
- Унутрашње двориште
- Дотрајалост фасаде